# Kolegium Angelistów
Kolegium Angelistów (wikariusze Grobu świętego Stanisława) – zespół wokalny działający w katedrze wawelskiej od roku 1629 do początku XIX wieku.

## Historia
Powstanie kolegium Angelistów związane było z budową nowego mauzoleum świętego Stanisława w katedrze wawelskiej. Dla uświetnienia służby bożej przy nowym ołtarzu i wzbogacenia jej o wielogłosowy śpiew biskup Marcin Szyszkowski, fundator budowy, powołał w 1629 roku zespół sześciu duchownych, którzy, oprócz modlitwy w intencji fundatora, zobowiązani byli raz w tygodniu odprawiać mszę wotywną o aniołach, których gorliwym czcicielem był biskup. Właśnie od formularza mszy de Angelis wzięła się nazwa całego kolegium.
Angeliści w poniedziałki, środy i piątki przy ołtarzu świętego Stanisława odprawiali nabożeństwa, w czasie których wykonywali głównie chorały gregoriańskie, ale również śpiew wielogłosowy. Zespół liczył początkowo sześciu członków. W 1655 roku kolegium rozrosło się do 11 prebendarzy, z końcem wieku XVII jego skład liczył jednak tylko czterech członków. Liczba śpiewaków była niewystarczająca do wykonywania ambitnych wielogłosowych kompozycji, dlatego na czas nabożeństw dopierano do kolegium członków innych zespołów działających w katedrze. W tym okresie Angelistą był m.in. Grzegorz Gerwazy Gorczycki, kompozytor i katedralny kapelmistrz.
Pod koniec XVIII wieku, w związku ze zmniejszeniem liczby duchownych posługujących w katedrze i uszczupleniem źródeł ich utrzymania, Angelistami najczęściej zostawali członkowie innych katedralnych kolegiów. Od 1787 roku wszyscy czterej Angeliści byli jednocześnie Rorantystami, co w praktyce doprowadziło do połączenia obu zespołów. Dalsze ubożenie kolegium, związane z zajmowaniem jego majątku przez rządy zaborców, doprowadziło do ustania jego aktywności w katedrze wawelskiej. Od 1808 roku zespół Rorantystów, którzy byli też Angelistami, przestał w praktyce istnieć, a śpiew w czasie nabożeństw przy ołtarzu świętego Stanisława przejęli katedralni chórzyści.